# Sociala renhetsrörelsen
| Sociala renhetsrörelsen (Renhetsrörelsen) |
| --- |
| Ellice Hopkins, pionjär inom den sociala renhetsrörelsen. - Betydelse – sexualmoralisk social rörelse, aktiv cirka 1860–1910 - Bakgrund – Ellice Hopkins - Mål – motverka reglementerad prostitution och annan sexuell aktivitet som sågs som oförenlig med kristen moral (pornografi, preventivmedel och abort), samt människohandel och slavhandel - Relaterade begrepp – Comstocklagarna, viktoriansk "moralpanik" |

Renhetsrörelsen eller den sociala renhetsrörelsen (engelska: Social purity movement) var en sexualmoralisk social rörelse, aktiv främst i den engelskspråkiga världen cirka 1860–1910. Rörelsen syftade till att motverka reglementerad prostitution och annan sexuell aktivitet som uppfattades som oförenlig med kristen moral, och rörelsen hade ett stort inflytande på samtiden. Social var vid denna tid en eufemism för sexuell, och rörelsen fokuserade på samtidens syn på sexualitet. 

## Historik
Rörelsen växte fram vid 1800-talets mitt, runt brittiskan Ellice Hopkins. Hon kom att utöva ett stort inflytande genom den evangeliska rörelsen och kom att grunda White Cross Army, ett sällskap där män förband sig att avstå från sexuell dubbelmoral. Hopkins tillbringade sin tidiga barndom och sitt tidiga vuxenliv på USA:s östkust, men hennes reformivrande sociala arbete inleddes senare i Storbritannien. Hon bidrog till skapandet av ett stort antal stödgrupper för rörelsen, och hon nådde större framgång i sin uppmaning till män att engagera sig än andra sociala renhetsivrare.
Hopkins ägnade stor kraft i sitt arbete för kyrkan, vilket inte bara gav henne nyttiga förbindelser för att kunna sprida rörelsen vidare runt i Europa. Det förstärkte även hennes egen övertygelse i att rörelsen hade ett sunt och nödvändigt syfte. Hon lyckades driva igenom olika praktiska förändringar, inklusive höjandet av den kvinnliga sexuella myndighetsåldern till 16 år, något som fick samhällsopinionens stöd efter The Maiden Tribute of Modern Babylon. Hon påverkade även många "goda" kristna män till löftet att respektera kvinnor och avveckla hyckleriet kring sexuella normer, och hennes arbete kom att fungera som en måttstock för rörelsens senare arbete i USA.

### Rörelsens medel och mål
Rötterna kring den sociala renhetsrörelsen låg i 1800-talets samhällsreformatoriska rörelser, som radikal utopianism, abolitionism, nykterhetsrörelse och kvinnorörelse. Rörelsen riktade in sig på misären inom sexhandeln. Den kämpade samtidigt emot samtidens sexuella dubbelmoral som innebar att sexuell promiskuitet fördömdes offentligt av samhälle och religion, samtidigt som sexhandeln i praktiken accepterades av myndigheterna i form av reglementerad prostitution. Enligt denna dubbelmoral tilläts män köpa sex, samtidigt som kvinnor förväntades vara oskulder då de var ogifta och trogna som gifta. 
Rörelsens förslag på lösning på denna sexuella dubbelmoral var inte att det skulle bli socialt accepterat även för kvinnor att ha ett utomäktenskapligt sexualliv. De arbetade snarare för att även män borde rätta sig efter samma sexuella regler som kvinnor förväntades följa, då kristendomen som var samhällets moraliska rättesnöre förespråkade just detta. Rörelsen verkade i denna anda mot prostitution, pornografi, preventivmedel, abort, människohandel och slavhandel. Man arbetade samtidigt för att höja åldern för sexuellt samtycke och säkerställa segregering mellan män och kvinnor i offentliga lokaler som till exempel fängelser. I bland annat USA bidrog rörelsen till att stärka kraven på monogami, avhållsamhet före äktenskapet och allmän sedlighet.
Rörelsen innehöll en gråzon där feminister, eugeniker och sociala renhetsivrare kunde mötas och samarbeta. Feminister oroade sig för det sexuella utnyttjandet av kvinnor som en våldshandling emot dem, medan eugeniker ville bevara de "mest dugliga" samhällsmedborgarna (de behövde kvinnlig dygd för att kunna nå detta mål). Religionen, feminismen och eugenikerna fann att de alla tre strävade efter att kontrollera och/eller skydda kvinnokroppen som något heligt, men det var endast kvinnors kroppar som behövde åtnjuta detta skydd.

### Inflytande
Den sociala renhetsrörelsen var ingen organiserad rörelse. Den hade dock stort inflytande på flera samtida rörelser och påverkade politik och attityder på många sätt, främst i den engelskspråkiga världen men även i övriga delar av västvärlden och bland annat även i Kina. Rörelsen har kommit att associeras med den viktorianska "moralpaniken". I USA anges denna tankeströmning ha influerat införande av Comstocklagarna (skapad efter arbete av Anthony Comstock, medlem av YMCA) och White-Slave Traffic Act och förbuden mot abort och preventivmedel.